# Кирнбах
Кирнбах (њем. Kürnbach) општина је у њемачкој савезној држави Баден-Виртемберг. Једно је од 32 општинска средишта округа Карлсруе. Према процјени из 2010. у општини је живјело 2.353 становника. Посједује регионалну шифру (AGS) 8215040.

## Географски и демографски подаци
Кирнбах се налази у савезној држави Баден-Виртемберг у округу Карлсруе. Општина се налази на надморској висини од 213 метара. Површина општине износи 12,7 km². У самом мјесту је, према процјени из 2010. године, живјело 2.353 становника. Просјечна густина становништва износи 186 становника/km².

## Међународна сарадња
| Мјесто   | Држава   | Врста сарадње | Од    |
| -------- | -------- | ------------- | ----- |
| Цирсдорф | Аустрија | партнерство   | 1983. |
| Извор    |          |               |       |